# Éva Székely
Éva Székely (ur. 3 kwietnia 1927 w Budapeszcie, zm. 29 lutego 2020 tamże) – węgierska pływaczka pochodzenia żydowskiego. Dwukrotna medalistka olimpijska.

## Życiorys
Specjalizowała się w stylu klasycznym. Zwyciężyła na dystansie 200 metrów w Helsinkach, cztery lata później była druga. Wcześniej brała udział w IO 48. Wielokrotnie biła rekordy świata. W 1976 została przyjęta do International Swimming Hall of Fame. 
Jej mąż Dezső Gyarmati był reprezentacyjnym waterpolistą. Ich córka, Andrea Gyarmati stawała na podium Letnich Igrzyskach Olimpijskich 1972 w Monachium.

## Starty olimpijskie
Helsinki 1952
- 200 m żabką –  złoto

Melbourne 1956
- 200 m żabką – srebro